# John Coe
Jonas Halstead Coe ou John Coe (né à Newark, Essex County, NJ, le 21 septembre 1805 - mort à Buenos Aires le 30 octobre 1864), parfois nommé en espagnol le Comodoro Juan Coe, est un marin américain d'une certaine importance dans le début de l'histoire de l'Uruguay.

## Biographie
John Coe sert comme officier dans la flotte argentine de l'amiral William Brown, il obtient des distinctions lors des batailles de Juncal et Monte Santiago dans la guerre du Brésil qui conduit à l'indépendance uruguayenne en 1828. Après la guerre, il s'installe à Montevideo et devient un partisan de Fructuoso Rivera et du Parti Colorado.
Au début de la guerre civile uruguayenne, il reçoit le grade de commodore et prend le commandement de la jeune marine uruguayenne, Escuadra Oriental, composée du Cagancha, des corvettes Constitución, Sarandi, et 25 de Mayo, du brick Pereyraet de la goélette General Rivera.
Bien que la flotte de Brown soit de taille similaire, Coe reste deux mois dans le port sous la protection des batteries côtières. Le 24 mai 1841, les forces de Brown sont dispersés, il sort du port mais est contraint de battre en retraite. Il reste dans le port jusqu'au 3 août et lors de la bataille du Río Santa Lucia, le General Rivera est coulé. Au cours de la troisième bataille, le 9 décembre, le brick argentin Belgrano capture le Cagancha et tout son équipage.
À la suite de ces revers, le président Rivera nomme Giuseppe Garibaldi colonel et lui confie le commandement de la 2ª División de la Escuadra Oriental. Il transfère la plupart des navires de Coe dans la nouvelle flotte. La nouvelle unité connait certains succès avant d'être dispersée par l'amiral Brown dans un combat sur le Rio Parana. Après cela, la guerre se transforme en un siège de Montevideo. L'Argentine et les Blancos contrôlent la mer tandis que l'Angleterre assure un approvisionnement ininterrompu de Montevideo.
Il a épousé le 7 juillet 1828, Donna Trinité Balcarse, né le 8 mars 1810 et morte le 31 mars 1886, fille du général Juan Ramon et Trinidad (Garcia) Balcarse de Buenos Aires. Coe se retire à Buenos Aires, où il meurt le 30 octobre 1864.
Un bateau de patrouille de la classe Vigilante des garde-côtes uruguayennes entré en service en 1981 a pour nom ROU 07 Comodoro Coe.